# Lombez
Lombez este o comună în departamentul Gers din sudul Franței. În 2009 avea o populație de 1.844 de locuitori.

## Evoluția populației
| An        | 1975  | 1982  | 1990  | 1999  | 2006  | 2009  |
| --------- | ----- | ----- | ----- | ----- | ----- | ----- |
| Populație | 1.301 | 1.239 | 1.325 | 1.401 | 1.714 | 1.844 |